# Wisin & Yandel
Wisin & Yandel é uma dupla porto-riquenha de reggaeton, composto por Juan Luis Morera Luna (Wisin) e Llandel Veguilla Malavé Sálazar (Yandel). Eles começaram sua carreira em 1998 e anunciaram a separação em 2013. Ganharam vários prêmios durante esse tempo.[carece de fontes?] E uma fortuna de 40 milhões. Vendeu 15 milhões de albuns.
Seus maiores sucessos são "Rakata", "Llamé Pa' Verte (Bailando Sexy)", "Pam Pam", "Sexy Movimiento", "Pegao", "Síguelo", "Abusadora", "Zun Zun Rompiendo Caderas", "Gracias a Tí", "Tu Olor". Wisin & Yandel têm colaborado com artistas de renome internacional, tais como R. Kelly em "Burn It Up", Paris Hilton no remix de reggaeton para seu primeiro single "Stars Are Blind", Ja Rule em "Rakata (Remix)", Lenny Kravitz em "Breathe" (uma canção promocional para a Vodka Absolut), o grupo pop RBD em "Lento", os compatriotas La Secta AllStar em "Llora Mi Corazón", Fat Joe em "Jangueo", Nelly Furtado em "Sexy Movimiento (Remix)", 50 Cent em "Mujeres In The Club", "No Dejemos Que Se Apague" e "Así Soy", juntamente com a G-Unit, Akon em "All Up 2 You", juntamente com Aventura, Enrique Iglesias em "No Me Digas Que No" e "Gracias a Tí", Gloria Estefan em "No Llores (Remix)", T-Pain em "Imaginate", "No Dejemos Que Se Apague", e em um remix "Reverse Cowgirl", e Jennifer Lopez em "Follow the Leader".

## História

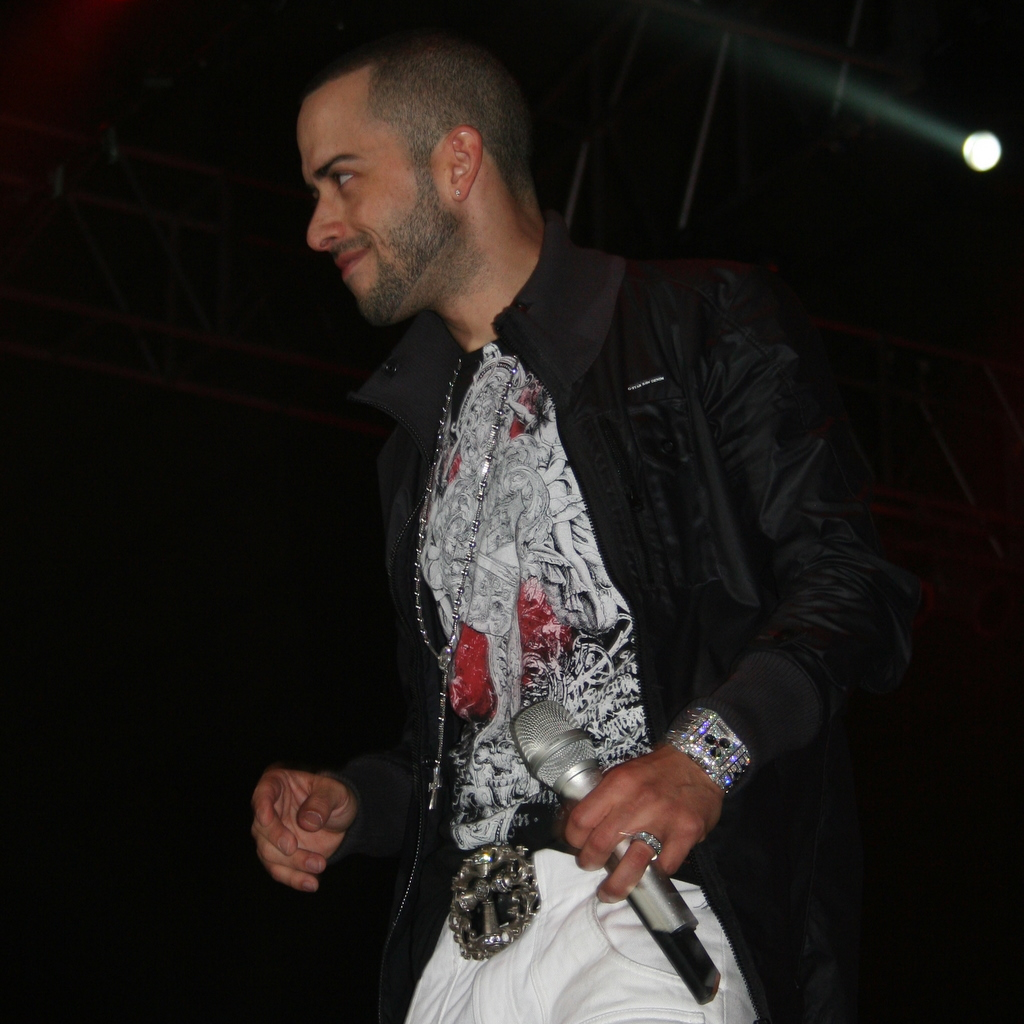
Yandel.

O álbum Pa'l Mundo, de 2005, vendeu 2.000.000 de cópias no mundo.
 

Em 7 de novembro de 2007, a dupla lançou Wisin vs Yandel: Los Extraterrestres. O álbum foi bem recebido pela mídia porto-riquenha. Pelo jornal Primera Hora, concedendo-lhe uma pontuação de 4 entre 5 possiveis. Seu estilo claramente diferente, parcialmente contém certas características de outros estilos de música. Isso lhes permite atingir um grande público de qualquer idade e cor da pele. A publicação concentrou sua análise sobre a fusão de estilos encontrados no álbum, alegando que a produção continuou a "evolução musical" encontrado em seus antecessores. Após o lançamento de Los Extraterrestres a dupla iniciou uma turnê mundial. Depois de organizar concertos da América Latina e Europa, Wisin & Yandel observou que eles gostariam de expandir seus mercados pela África e Austrália. Wisin & Yandel participaram das cerimônias de encerramento do festival Viña del Mar em 2008. Os ingressos para o evento foram esgotados, o que a dupla descreveu como uma "verdadeira honra". Em 2 de junho de 2008, Wisin e Yandel começaram uma turnê para promover Wisin vs Yandel: Los Extraterrestres, Otra Dimensão, visitando várias estações de rádio em Porto Rico. 

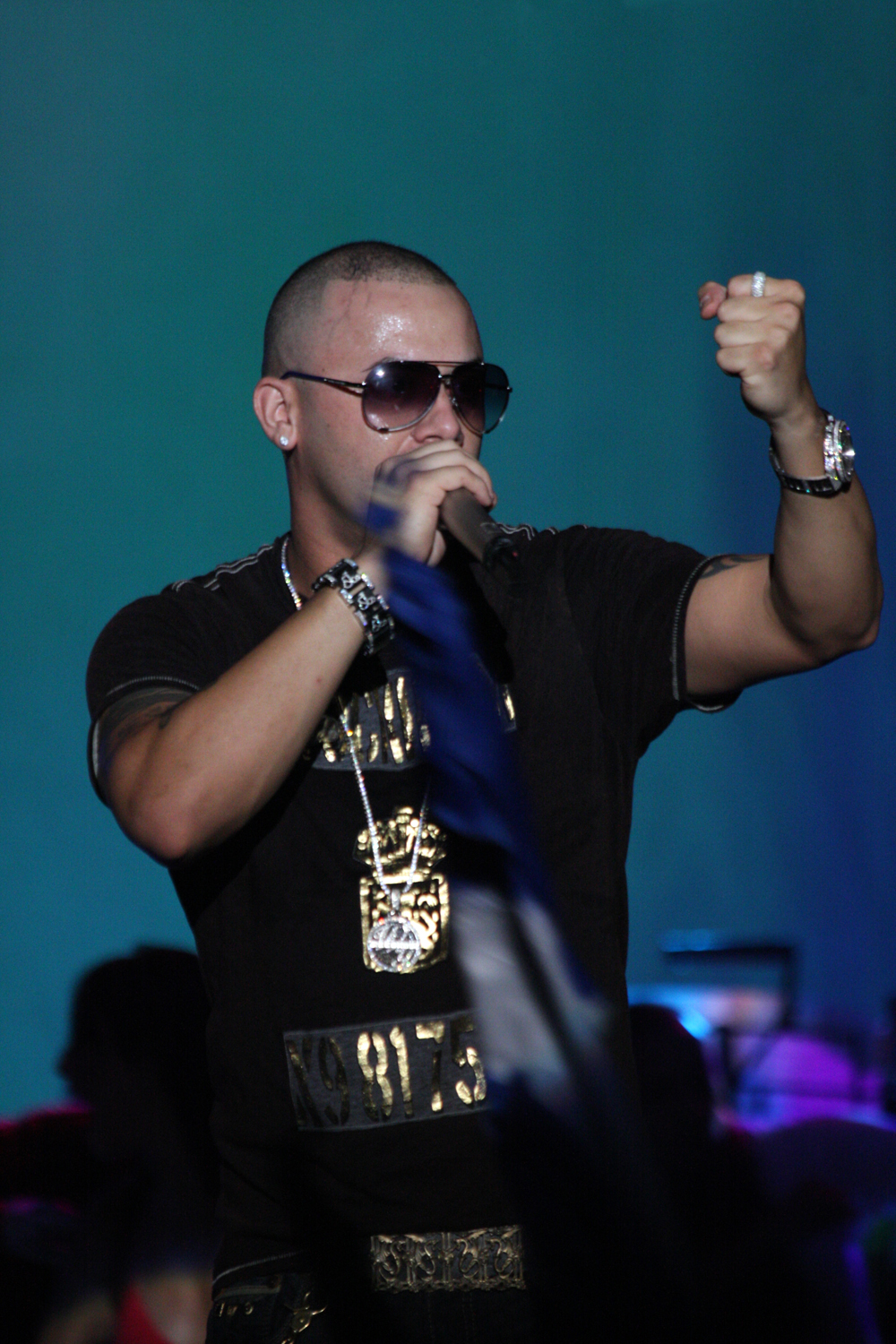
Wisin

A dupla fez uma aparição em um álbum intitulado Caribbean Connection, lançado em 24 de junho de 2008. A produção contou com a participação de outros artistas latino-americanos, incluindo Daddy Yankee, Don Omar e Hector "El Father" e mais alguns músicos jamaicanos incluindo Inner Circle, Bounty Killer, Elephant Man e Wayne Wonder. Wisin & Yandel Participaram na edição de 2008 do festival Puerto Rican Day Parade em Nova York, organizado no dia 8 de do ano em cursor. Depois de chegarem de Nova York, a dupla viajou para Porto Rico, onde filmaram um comercial como parte da campanha contra dirigir embriagado. Em 12 de junho de 2008, Eles viajaram para Los Angeles, onde iria participaram da BMI Latin Awards, na qual receberam uma nomeação para Letra do Ano. Wisin & Yandel ganharam quatro prêmios na cerimônia de premiação da Juventude 2008. Em 19 de julho de 2008, a dupla fez uma apresentação diante de uma multidão com ingressos esgotados na Venezuela. Eles foram convidados para tocar no KQ Live Concert no dia 27 setembro de 2008, organizado pela KQ 105 FM, o evento contou com artistas de renome, vários de Porto Rico e também de outros locais da América Latina.  Em 24 de abril de 2009, Wisin & Yandel receberam o premio Latin Billboard Music Award pelo álbum Los Extraterresres. Além deste prémio, a dupla recebeu indicações para as canções Ahora Es e Síguelo como canções do ano. Em 15 de outubro de 2009, Wisin & Yandel ganhou o Prêmio MTV para Artista do Ano e Vídeo do Ano.

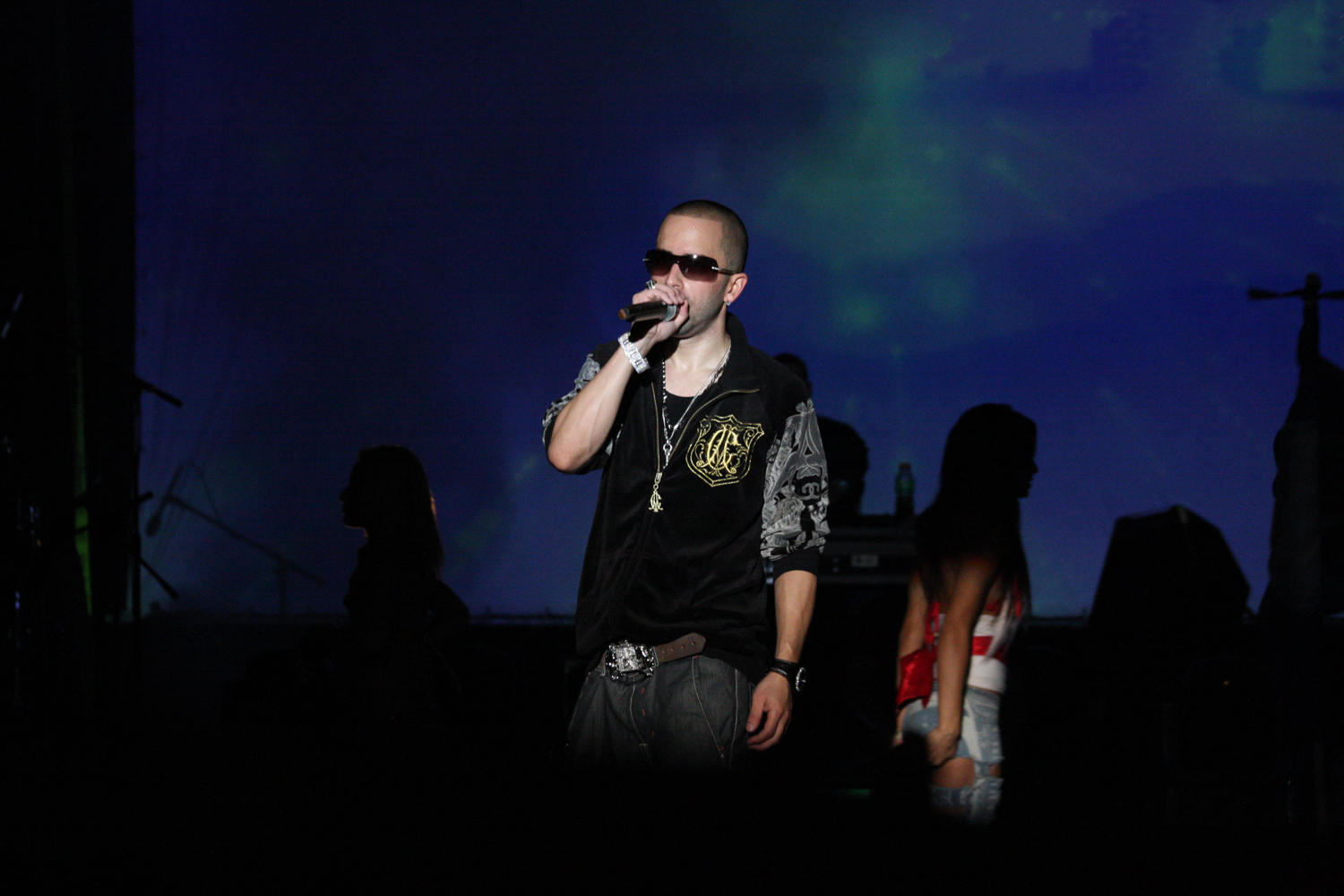
Yandel

 Em 30 de abril de 2012, o dupla anunciou que vai fazer os shows de abertura para o cantor espanhol Enrique Iglesias e artista americana Jennifer Lopez na turnê Enrique Iglesias and Jennifer Lopez in Concert. O novo álbum Los Líderes  têm a data de lançamento prevista para de 3 de julho de 2012.

## Aparições artísticas
Wisin & Yandel têm colaborado com muitos artistas na indústria musical americana em gêneros como o hip hop, pop, latin pop, R&B e do rock com artistas como Ricky Martin, Aventura, David Bisbal, Gloria Estefan, Bone Thugs-N-Harmony, Nelly Furtado, Fat Joe, R. Kelly, Eve, G-Unit, Enrique Iglesias, Jennifer Lopez, T-Pain, Akon, 50 Cent, Ivy Queen and Sean Kingston.

## Linha de roupas "Los Lideres"
Em novembro de 2011, Wisin & Yandel lançaram a coleção Los Lideres de linhas de roupas, juntamente com Marc Ecko, fundador da Marc Ecko Enterprises. A coleção inclui uma seleção de jeans, coletes, jaquetas, t-shirts, fones de ouvido e jóias. É inspirada no estilo pessoal de Wisin & Yandel.

## Vida pessoal
Wisin casou-se com Yomaira Ortiz Feliciano e o casal tem dois filhos, uma menina e um menino, chamados respectivamente por Yelena e Dylan.[carece de fontes?] Yandel é casado com Edneris Espada e tem dois filhos, Adrian e Dereck.

## Discografia
Álbuns de estúdio
- 2000: Los Reyes Del Nuevo Milenio
- 2001: De nuevos a viejos
- 2002: De Otra Manera
- 2003: Mi Vida... My Life
- 2005: Pa'l Mundo
- 2006: Los Vaqueros
- 2007: Los Extraterrestres
- 2009: La Revolucion
- 2011: Los Vaqueros: El Regreso
- 2012: Los Lideres
- 2018: Los campeones del pueblo
- 2019: La Gerencia